# 布拉博瓦鄉
44°22′N 23°26′E / 44.367°N 23.433°E
布拉博瓦鄉（羅馬尼亞語：Comuna Brabova, Dolj），是羅馬尼亞的鄉份，位於該國西南部，由多爾日縣負責管轄，處於布加勒斯特以西220公里，每年平均降雨量1,015毫米，海拔高度224米，2007年人口1,623。